# Specifická fobie
Specifická fobie je všeobecný termín označující skupinu úzkostných poruch. Projevuje se bezdůvodným nebo nesmyslným strachem spojeným s určitým objektem nebo situací. V důsledku toho se osoba postižená fobií těmto objektům nebo situacím vyhýbá.
Strach nebo úzkost, které obvykle vyústí v panický záchvat, mohou být spuštěny setkáním s obávaným objektem či situací nebo očekáváním tohoto setkání (tzv. anticipační úzkost). V případě dospělých si je většinou osoba fobie vědoma. Přesto je pro ni obtížné kontrolovat úzkost a vyhýbavé chování, ačkoli to může výrazně ovlivnit fungování v běžném životě i fyzické zdraví (hlavně v případě aichmofobie).
Počátek fobie bývá v dětství (v dospělosti obvykle spontánně odezní). Příčinou může být vrozená úzkostnost (30–40 % případů) nebo traumatický zážitek.

## Typy
Typy fobií podle DSM-IV:
- fobie ze zvířat (např. arachnofobie – strach z pavouků);
- fobie týkající se přírodního prostředí (např. akrofobie – strach z výšek, keraunofobie – strach z bouřek, blesků);
- fobie situačního typu (např. klaustrofobie – strach z uzavřeného prostoru, agyiofobie – strach z přecházení silnice);
- fobie z krve/injekce/zranění (např. aichmofobie – strach z jehel a špičatých předmětů);[1]
- ostatní.

## Diagnostická kritéria
Podmínkou pro diagnózu specifické fobie jsou následující příznaky:
- nepřiměřený strach z určitého objektu nebo situace a vyhýbání se tomuto objektu nebo situaci. Přitom nesmí jít o objekt nebo situaci, které jsou zahrnuté do agorafobie nebo sociální fobie;
- musí se vyskytnout alespoň dva příznaky úzkosti (alespoň jeden z nich musí být z oblasti vegetativní – bušení srdce, pocení, chvění, sucho v ústech);
- pacient si uvědomuje, že úzkost a vyhýbavé chování jsou přehnané nebo nesmyslné;
- úzkost se neprojevuje, pokud osoba není v kontaktu s předmětem nebo situací (nebo kontakt neočekává);
- úzkost a vyhýbavé chování nejsou následkem bludů nebo halucinací, poruch nálady, obsedantně kompulzivní poruchy atd.

## Míra rozšíření
- celoživotní prevalence 10 % (tzn. velmi rozšířená úzkostná porucha)
- u mužů 4 %
- u žen 6–7 %.

## Léčba
Využívá se expoziční terapie. Pacient je postupně vystavován obávaným situacím (začíná se od situací působících nejnižší úzkost). Tato technika je založena na faktu, že úzkost nemůže růst do nekonečna a po určité době začne klesat.
Expozice by měla:
- trvat dostatečně dlouhou dobu, aby došlo k poklesu úzkosti;
- být prováděna systematicky alespoň 1× denně, a to jak za dohledu terapeuta, tak samostatně;
- k náročnějším situacím by se mělo přecházet až po zvládnutí méně náročných situací.